# Sucha Wola
Sucha Wola – osada w Polsce położona w województwie podkarpackim, w powiecie lubaczowskim, w gminie Oleszyce.
We wsi znajduje się 15 domów, kościół, sklep, świetlica oraz zakład masarski. W okresie PRL we wsi znajdował się PGR.
W latach 1975–1998 miejscowość administracyjnie należała do województwa przemyskiego.
Wierni Kościoła rzymskokatolickiego należą do parafii Narodzenia Najświętszej Maryi Panny w Oleszycach.